# Mimoblennius cirrosus
Mimoblennius cirrosus és una espècie de peix de la família dels blènnids i de l'ordre dels perciformes.

## Morfologia
- Els mascles poden assolir 5,4 cm de longitud total.[4][5]

## Reproducció
És ovípar.

## Hàbitat
És un peix marí de clima tropical i associat als esculls de corall que viu entre 0-25 m de fondària.

## Distribució geogràfica
Es troba des del Mar Roig fins al Golf Pèrsic.